# 斯科特·布朗
斯科特·菲利普·布朗（Scott P. Brown，1959年9月12日—），前任美国共和党籍参议员，代表马萨诸塞州。

## 政治生涯
由于擔任四十七年的马萨诸塞州资深参议员泰德·肯尼迪在2009年去世，州政府决定在2010年1月19日的举行特别选举。尽管奥巴马总统特意在选举前赶到州首府波士顿为民主党打气，但是布朗还是以52%对47%的优势战胜了民主党籍对手、马萨诸塞州首席检察官玛西亚·考克利，成为马萨诸塞州近四十年历史上的第一位共和党籍参议员。使民主黨在參議院100席中原有60席的絕對多數地位減為59席，民主黨失去絕對多數，將使共和黨有更多機會阻攔奧巴馬推行的法案。布朗在民主黨人佔優勢的麻省勝出補選，被認為是麻省對奥巴马的醫療改革投下不信任票。布朗在2012年選舉再次參選連任，但敗給民主黨的伊莉莎白·華倫。
布朗在2014年美國中期選舉再次參選，這次在新罕布什爾州參選，但仍敗於民主黨沒能勝選。
| 美国参议院           | 美国参议院                                   | 美国参议院             |
| -------------------- | -------------------------------------------- | ---------------------- |
| 前任者： 保羅·G·科克 | 美國麻薩諸塞州（第1類）參議員 2010年－2013年 | 繼任者： 伊莉莎白·華倫 |